# Mayfield, Pennsylvania
Mayfield är en ort i Lackawanna County i delstaten Pennsylvania, USA.